# CaixaBank
CaixaBank, S.A. (pron. catalana: [ˌkaʃəˈbaŋ]) è una banca spagnola con sede sociale a Valencia e sedi operative a Barcellona e Madrid, fondata nel 2011 e costituita dalle attività bancarie e assicurative universali del gruppo La Caixa, insieme alle partecipazioni del gruppo nella società petrolifera e del gas Repsol, alla società di telecomunicazioni Telefónica e alle sue partecipazioni in diversi altri istituti finanziari.
Il 26 marzo 2021 la fusione con Bankia: resta in vita il marchio CaixaBank, scompare Bankia. Nasce così la più grande banca spagnola, con una posizione rilevante a livello europeo: 664 miliardi di asset totali, una capitalizzazione di mercato di oltre 16 miliardi di euro, più di 20 milioni di clienti.
È quotata alla Borsa di Madrid (CABK) e fa parte dell'indice IBEX-35.

## Storia
La società è stata costituita nel 2007 come Criteria CaixaCorp, un veicolo quotato in Borsa per le partecipazioni e gli investimenti di La Caixa in società di servizi industriali e finanziari. Al momento del suo debutto nel 2007, l'offerta pubblica iniziale di Criteria CaixaCorp era la più grande di sempre in Spagna. La società è stata promossa all'indice IBEX 35 nel gennaio 2008.

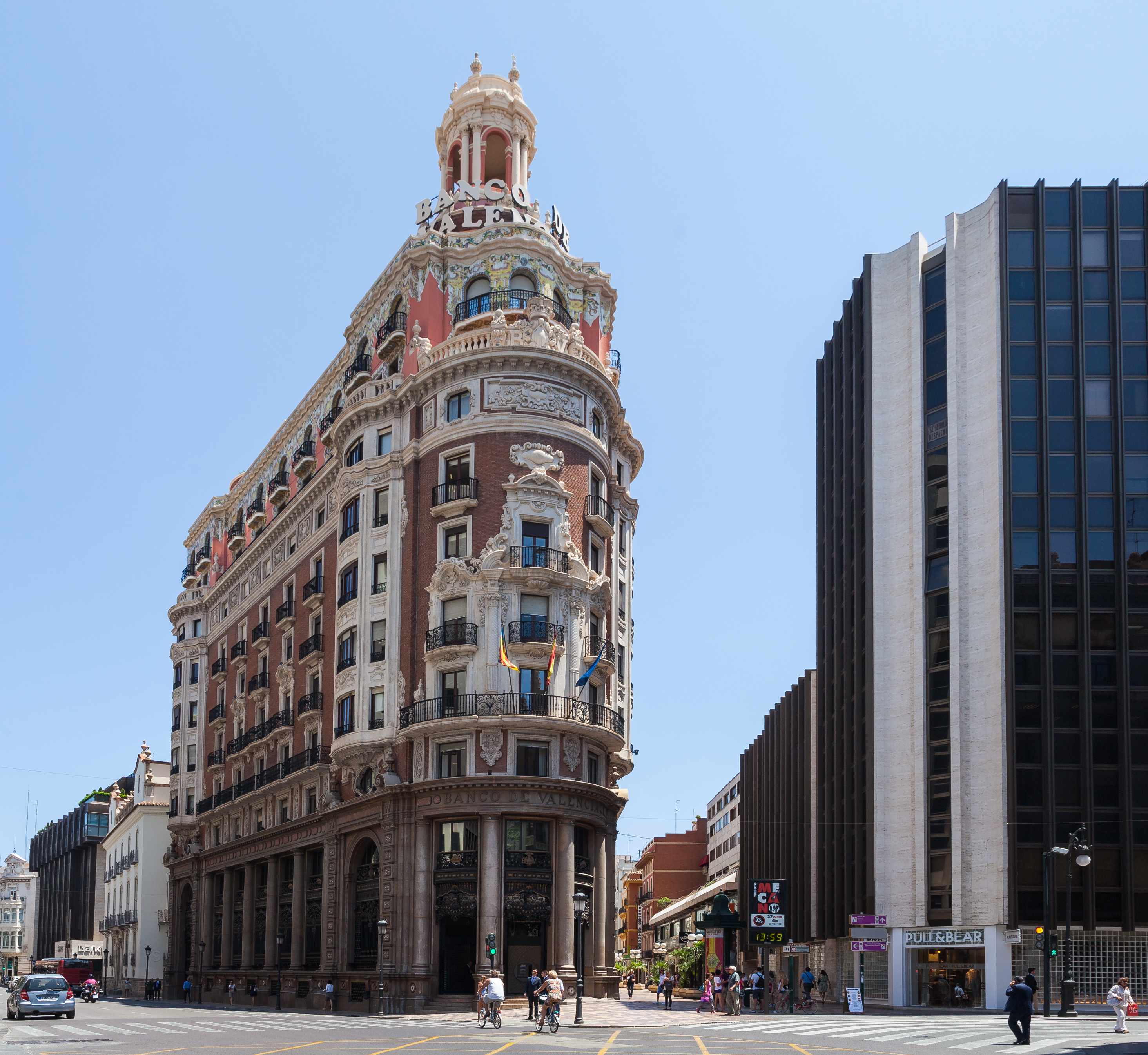
Sede sociale di CaixaBank (antico edificio «Banco de Valencia»), situato nella calle Pintor Sorolla di Valencia

Una ristrutturazione del 2011 delle società del gruppo ha visto Criteria rinominata CaixaBank come attività bancaria e assicurativa di La Caixa. Allo stesso tempo, la maggior parte delle partecipazioni industriali detenute da Criteria (tra cui Grupo Port Aventura, Grupo Agbar, Gas Natural e Abertis) sono state trasferite fuori dall'azienda alla nuova entità Criteria CaixaHolding, posseduta al 100% da La Caixa. CaixaBank ha mantenuto partecipazioni in Repsol YPF e Telefónica, nonché tutte le sue partecipazioni in altre società di servizi finanziari.
Nel marzo 2012 CaixaBank ha incorporato per fusione Banca Cívica, valutando Civica a 977 milioni di euro. La fusione è stata completata nel 3º trimestre dell'anno e ha creato la più grande banca in Spagna.
Il 27 novembre 2012, CaixaBank ha acquisito la banca nazionalizzata Banco de Valencia dopo che il fondo spagnolo di ristrutturazione bancaria, chiamato FROB, ha iniettato 4,5 miliardi di euro nel Banco de Valencia. Il FROB ha inoltre ipotizzato perdite fino al 72,5% per un periodo di dieci anni in alcune attività detenute dal Banco de Valencia.
Nel settembre 2013, CaixaBank ha ceduto la sua unità immobiliare Servihabitat a una joint venture tra la banca e il fondo di private equity Texas Pacific Group (TPG) al prezzo di 310 milioni di euro. Nel giugno 2014 Gonzalo Gortázar è stato nominato nuovo CEO, dopo le dimissioni di Juan María Nin. Nella sua prima intervista da CEO, Gortázar ha dichiarato: "Ci sono una serie di priorità per CaixaBank. Il primo riguarda le ultime tappe della crisi. Vogliamo normalizzare il bilancio e vogliamo normalizzare i costi di finanziamento".
Il 6 ottobre 2017, la banca ha annunciato la sua decisione di spostare la sede legale a Valencia come risposta all'incertezza politica in Catalogna. Pochi giorni più tardi la banca ha sposato a Valencia anche il domicilio fiscale. Nel 2023 viene inaugurata la filiale italiana.

### La fusione con Bankia
Il 4 settembre 2020 è stato confermato che CaixaBank e Bankia stanno negoziando per una potenziale fusione in modo da creare la più grande banca spagnola. Il 1º dicembre 2020 gli azionisti di Bankia, controllata dallo Stato con il 61,8%, hanno approvato la fusione; gli azionisti di CaixaBank, che alla fine di dicembre 2020 era la terza entità finanziaria spagnola per volume di attività con 4.208 filiali, 34.534 dipendenti e 15,2 milioni di clienti, l'hanno approvata un paio di giorni più tardi. La fusione è prevista nel primo trimestre 2021 con la nascita di una nuova banca con l'immagine di CaixaBank e il contemporaneo scioglimento di Bankia.
Il 23 marzo 2021 via libera alla fusione dall'Antitrust spagnola. Il 26 marzo la fusione. Criteria Caixa, la holding di controllo attraverso la Fondazione "la Caixa", è il primo azionista della nuova banca avendo una partecipazione di circa il 30%. Il FROB, e cioè lo Stato proprietario dell'ex Bankia, è il secondo azionista con il 16%. José Ignacio Goirigolzarri è il presidente esecutivo della nuova entità con funzioni limitate e Gonzalo Gortázar CEO.
La sede della nuova banca si trova a Valencia, ma mantiene una doppia sede operativa a Barcellona e Madrid. La nuova CaxiaBank supera i 664 miliardi di asset totali, un volume che la rende la più grande banca del mercato spagnolo, con una posizione rilevante a livello europeo, e una capitalizzazione di mercato di oltre 16 miliardi di euro. Ha più di 20 milioni di clienti.